# Roepera maritima
Roepera maritima är en pockenholtsväxtart som först beskrevs av Eckl. & Zeyh., och fick sitt nu gällande namn av Beier & Thulin. Roepera maritima ingår i släktet Roepera och familjen pockenholtsväxter. Inga underarter finns listade i Catalogue of Life.